# 仁木宏
仁木 宏（にき ひろし、1962年 - ）は、日本の日本史学者。大阪市立大学教授。大阪府生まれ。

## 経歴
1981年大阪府立高津高等学校卒業、1985年京都大学文学部卒業、1990年同大学院文学研究科博士後期課程退学、京都大学文学部助手、1994年「都市の空間と共同体 中世都市から近世都市へで京都大学文学博士。1994年園田学園女子大学国際文化学部専任講師、1996年大阪市立大学文学部講師、1998年助教授、2001年文学研究科助教授、2007年准教授、2009年教授。

## 門下生
- 天野忠幸（天理大学文学部教授）

## 著書
- 『空間・公・共同体 中世都市から近世都市へ』青木書店 1997.5
- 『戦国時代、村と町のかたち』山川出版社 (日本史リブレット)2004
- 『京都の都市共同体と権力』思文閣出版 2010.5

### 共編著
- 『大山崎宝積寺文書』編）思文閣出版（京都大学博物館の古文書８）1991
- 『堺の歴史―都市自治の源流―』朝尾直弘・栄原永遠男・小路田泰直共著 角川書店 1997.7
- 『寺内町の研究』第1-3巻 大澤研一共編 法藏館 1998.10
- 『都市 前近代都市論の射程』青木書店 (「もの」から見る日本史) 2002
- 『京都乙訓・西岡の戦国時代と物集女城』中井均共編 文理閣 2005.9
- 『難波宮から大坂へ』栄原永遠男共編 和泉書院(大阪叢書)2006
- 『守護所と戦国城下町』内堀信雄,鈴木正貴,三宅唯美共編 高志書院 2006.6
- 『信長の城下町』松尾信裕共編 高志書院 2008.8
- 『岸和田古城から城下町へ 中世・近世の岸和田』大澤研一共編 和泉書院 (上方文庫)2008
- 『近畿の名城を歩く 大阪・兵庫・和歌山編』福島克彦共編 吉川弘文館 2015.3
- 『中世日本海の流通と港町』綿貫友子共編 清文堂出版 2015.3
- 『近畿の名城を歩く 滋賀・京都・奈良編』福島克彦共編　吉川弘文館、2015.6
- 『秀吉と大坂 城と城下町』 (上方文庫別巻シリーズ 大阪市立大学豊臣期大坂研究会 編, 大澤研一,松尾信裕共監修　和泉書院、2015.9
- 『飯盛山城と三好長慶』中井均,中西裕樹, 摂河泉地域文化研究所共編　戎光祥出版 2015.10
- 『東アジアの都市構造と集団性 伝統都市から近代都市へ』 (大阪市立大学文学研究科叢書 ;井上徹,松浦恆雄共編　清文堂出版、2016.3
- 『日本古代・中世都市論』編　吉川弘文館、2016.5
- 『歴史家の案内する京都』山田邦和共編著 文理閣 2016.5
- 『守護所・戦国城下町の構造と社会 阿波国勝瑞』石井伸夫共編　思文閣出版、2017.2
- 『天下人信長の基礎構造』鈴木正貴共編　高志書院、2021.1
- 『歴史家の案内する大阪』磐下徹共編著　文理閣、2021.10
- 『戦国・織豊期の地域社会と城下町. 西国編』 (戎光祥中世織豊期論叢  編著　戎光祥出版、2021.11
- 『戦国・織豊期の地域社会と城下町. 東国編』(戎光祥中世織豊期論叢 編著　戎光祥出版、2021.11